# Danh sách cầu thủ tham dự Giải vô địch bóng đá U-22 châu Á 2013
Giải vô địch bóng đá U-22 châu Á 2013 là giải đấu giới hạn độ tuổi được tổ chức vào tháng 1 năm 2014 ở Oman. Đây là giải đấu dành cho lứa tuổi U-22 đầu tiên được tổ chức bởi Liên đoàn bóng đá châu Á.
Mỗi quốc gia phải đăng ký một danh sách gồm 23 cầu thủ.

## Bảng A

### Jordan
Huấn luyện viên: Islam Thyabat
| 0#0 | Vị trí | Cầu thủ               | Ngày sinh và tuổi          | Câu lạc bộ      |
| --- | ------ | --------------------- | -------------------------- | --------------- |
| 1   | TM     | Mustafa Abu Musameh   | 6 tháng 5, 1991 (22 tuổi)  | Al-Jalil        |
| 2   | HV     | Tareq Khattab         | 6 tháng 5, 1992 (21 tuổi)  | Al-Wehdat       |
| 3   | HV     | Amer Ali              | 7 tháng 1, 1992 (22 tuổi)  | Al-Hussein      |
| 4   | TV     | Abdullah Abu Zaitoun  | 17 tháng 6, 1991 (22 tuổi) | Al-Hussein      |
| 5   | HV     | Mohammad Zureiqat     | 8 tháng 9, 1991 (22 tuổi)  | Al-Ramtha       |
| 6   | TV     | Mohammad Al-Dawud     | 12 tháng 4, 1992 (21 tuổi) | Al-Ramtha       |
| 7   | HV     | Ibrahim Daldoum       | 11 tháng 8, 1991 (22 tuổi) | Al-Baqa'a       |
| 8   | TĐ     | Muhannad Al-Ezza      | 25 tháng 7, 1991 (22 tuổi) | Al-Jazeera      |
| 9   | TĐ     | Mahmoud Za'tara       | 8 tháng 1, 1991 (23 tuổi)  | Al-Yarmouk      |
| 10  | TV     | Ahmad Samir           | 27 tháng 3, 1991 (22 tuổi) | Al-Jazeera      |
| 11  | HV     | Oday Zahran           | 29 tháng 1, 1991 (22 tuổi) | Shabab Al-Ordon |
| 12  | TM     | Nour Bani Attiah      | 25 tháng 1, 1993 (20 tuổi) | Al-Faisaly      |
| 13  | TĐ     | Munther Abu Amarah    | 24 tháng 4, 1992 (21 tuổi) | Al-Wehdat       |
| 14  | TĐ     | Amer Abu-Hudaib       | 8 tháng 8, 1993 (20 tuổi)  | Al-Jazeera      |
| 15  | TĐ     | Odai Khadr            | 20 tháng 3, 1991 (22 tuổi) | Shabab Al-Ordon |
| 16  | TV     | Khaldoun Al-Khuzami   | 18 tháng 4, 1991 (22 tuổi) | Al-Arabi        |
| 17  | TĐ     | Bilal Qwaider         | 7 tháng 5, 1993 (20 tuổi)  | Al-Wehdat       |
| 18  | TĐ     | Omar Khalil Al-Hasani | 4 tháng 2, 1994 (19 tuổi)  | Al-Jazeera      |
| 19  | TĐ     | Abdullah Al-Attar     | 4 tháng 10, 1992 (21 tuổi) | Al-Faisaly      |
| 20  | TĐ     | Hamza Al-Dardour      | 12 tháng 5, 1991 (22 tuổi) | Al-Ramtha       |
| 21  | TĐ     | Mohammad Tannous      | 12 tháng 3, 1992 (21 tuổi) | Al-Jazeera      |
| 22  | TM     | Ahmed Al-Sughair      | 22 tháng 2, 1992 (21 tuổi) | Al-Hussein      |
| 23  | TĐ     | Ihsan Haddad          | 5 tháng 2, 1994 (19 tuổi)  | Al-Arabi        |

### Myanmar
Huấn luyện viên:  Gerd Zeise
| 0#0 | Vị trí | Cầu thủ          | Ngày sinh và tuổi           | Câu lạc bộ              |
| --- | ------ | ---------------- | --------------------------- | ----------------------- |
| 1   | TM     | Pyae Phyo Aung   | 8 tháng 7, 1991 (22 tuổi)   | Southern Myanmar United |
| 2   | HV     | Ye Win Aung      | 6 tháng 8, 1993 (20 tuổi)   | Yadanarbon              |
| 3   | HV     | Zaw Min Tun      | 20 tháng 5, 1992 (21 tuổi)  | Yadanarbon              |
| 4   | TV     | Naing Lin Oo     | 15 tháng 6, 1993 (20 tuổi)  | Ayeyawady United        |
| 5   | HV     | Nanda Kyaw       | 3 tháng 9, 1996 (17 tuổi)   | Magwe                   |
| 6   | TV     | Nyein Chan Aung  | 18 tháng 8, 1996 (17 tuổi)  | Manawmye                |
| 7   | TV     | Kyaw Min Oo      | 16 tháng 6, 1996 (17 tuổi)  | Ayeyawady United        |
| 8   | TĐ     | Kaung Sett Naing | 21 tháng 3, 1994 (19 tuổi)  | Magwe                   |
| 9   | TV     | Aung Thu         | 22 tháng 5, 1996 (17 tuổi)  | Yadanarbon              |
| 10  | TĐ     | Kyaw Ko Ko       | 20 tháng 12, 1992 (21 tuổi) | Yangon United           |
| 11  | TĐ     | Thet Naing       | 20 tháng 12, 1992 (21 tuổi) | Yadanarbon              |
| 12  | TV     | Nay Lin Tun      | 19 tháng 3, 1993 (20 tuổi)  | Ayeyawady United        |
| 13  | TV     | Thet Pai Oo      | 22 tháng 4, 1994 (19 tuổi)  |                         |
| 14  | HV     | Zar Ni Htet      | 4 tháng 6, 1994 (19 tuổi)   |                         |
| 15  | TV     | Win Zin Oo       | 4 tháng 3, 1994 (19 tuổi)   |                         |
| 16  | TĐ     | Shine Thura      | 20 tháng 3, 1996 (17 tuổi)  | Yadanarbon              |
| 17  | HV     | Phyo Ko Ko Thein | 24 tháng 1, 1993 (20 tuổi)  | Ayeyawady United        |
| 18  | TM     | Kyaw Zin Phyo    | 1 tháng 2, 1994 (19 tuổi)   | Magwe                   |
| 19  | TV     | Maung Maung Soe  | 6 tháng 8, 1995 (18 tuổi)   | Magwe                   |
| 20  | HV     | Zaw Win          | 30 tháng 12, 1994 (19 tuổi) | Yangon United           |
| 21  | TV     | Myo Zaw Oo       | 21 tháng 10, 1992 (21 tuổi) | Magwe                   |
| 22  | TĐ     | Yan Naing Htwe   | 31 tháng 5, 1993 (20 tuổi)  |                         |
| 23  | TM     | Myo Min Latt     | 20 tháng 2, 1995 (18 tuổi)  | Zeyashwemye             |

### Oman
Huấn luyện viên: Philippe Burle
| 0#0 | Vị trí | Cầu thủ                 | Ngày sinh và tuổi           | Câu lạc bộ |
| --- | ------ | ----------------------- | --------------------------- | ---------- |
| 1   | TM     | Mazin Al-Kasbi          | 27 tháng 4, 1993 (20 tuổi)  | Fanja      |
| 2   | HV     | Nadhir Al Maskari       | 9 tháng 8, 1992 (21 tuổi)   |            |
| 3   | TĐ     | Mohammed Al Rawahi      | 26 tháng 4, 1993 (20 tuổi)  |            |
| 4   | TV     | Sami Ba Awain           | 11 tháng 12, 1991 (22 tuổi) |            |
| 5   | TĐ     | Muhanad Al Hasani       | 10 tháng 2, 1993 (20 tuổi)  |            |
| 6   | HV     | Muheeb Azat Issa        | 23 tháng 1, 1991 (22 tuổi)  |            |
| 7   | TV     | Raed Ibrahim Saleh      | 9 tháng 6, 1992 (21 tuổi)   | Fanja      |
| 8   | HV     | Ali Nahar               | 21 tháng 8, 1992 (21 tuổi)  |            |
| 9   | TĐ     | Sami Al Hasani          | 29 tháng 1, 1992 (21 tuổi)  |            |
| 10  | TV     | Badar Bamasila          | 25 tháng 1, 1992 (21 tuổi)  |            |
| 11  | TV     | Hatem Al-Hamhami        | 22 tháng 4, 1994 (19 tuổi)  | Al-Suwaiq  |
| 12  | TĐ     | Abdullah Hadi Salim     | 25 tháng 4, 1992 (21 tuổi)  |            |
| 13  | HV     | Ahmed Al-Quraini        | 14 tháng 2, 1991 (22 tuổi)  | Al-Suwaiq  |
| 14  | TV     | Mana Al-Sarbukha        | 4 tháng 12, 1992 (21 tuổi)  |            |
| 15  | TĐ     | Rashadi Al Shakili      | 25 tháng 1, 1993 (20 tuổi)  |            |
| 16  | TĐ     | Yaseen Al Sheyadi       | 5 tháng 2, 1994 (19 tuổi)   |            |
| 17  | TV     | Saud Al Farsi           | 3 tháng 4, 1993 (20 tuổi)   |            |
| 18  | TĐ     | Hamood Al Sadi          | 26 tháng 1, 1992 (21 tuổi)  |            |
| 19  | TĐ     | Ali Sulaiman Al Busaidi | 21 tháng 1, 1991 (22 tuổi)  |            |
| 20  | TĐ     | Basil Al Rawahi         | 25 tháng 9, 1993 (20 tuổi)  |            |
| 21  | TV     | Abdullah Al-Hamar       | 18 tháng 6, 1992 (21 tuổi)  | Al-Nasr    |
| 22  | TM     | Abdullah Al Mamari      | 8 tháng 5, 1992 (21 tuổi)   |            |
| 23  | TM     | Qaysar Al Habsi         | 21 tháng 4, 1992 (21 tuổi)  |            |

### Hàn Quốc
Huấn luyện viên: Lee Kwang-jong
| 0#0 | Vị trí | Cầu thủ        | Ngày sinh và tuổi          | Câu lạc bộ |
| --- | ------ | -------------- | -------------------------- | ---------- |
| 1   | TM     | Jo Hyeon-woo   | 25 tháng 9, 1991 (22 tuổi) |            |
| 2   | HV     | Kwak Hae-seong | 6 tháng 12, 1991 (22 tuổi) |            |
| 3   | HV     | Lee Jae-moung  | 25 tháng 7, 1991 (22 tuổi) |            |
| 4   | HV     | Yeon Jei-min   | 28 tháng 5, 1993 (20 tuổi) |            |
| 5   | HV     | Hwang Do-yeon  | 27 tháng 2, 1991 (22 tuổi) |            |
| 6   | TV     | Kwon Kyung-won | 31 tháng 1, 1992 (21 tuổi) |            |
| 7   | TĐ     | Moon Sang-yun  | 9 tháng 1, 1991 (23 tuổi)  |            |
| 8   | TV     | Choi Sung-guen | 28 tháng 7, 1991 (22 tuổi) |            |
| 9   | TĐ     | Kim Kyung-jung | 16 tháng 4, 1991 (22 tuổi) |            |
| 10  | TV     | Baek Sung-dong | 13 tháng 8, 1991 (22 tuổi) |            |
| 11  | TĐ     | Yun Illok      | 7 tháng 3, 1992 (21 tuổi)  |            |
| 12  | HV     | Kim Yong-hwan  | 25 tháng 5, 1993 (20 tuổi) |            |
| 13  | HV     | Lee Kije       | 9 tháng 7, 1991 (22 tuổi)  |            |
| 14  | TV     | Kim Young-uk   | 29 tháng 4, 1991 (22 tuổi) |            |
| 15  | HV     | Rim Chang-woo  | 13 tháng 2, 1992 (21 tuổi) |            |
| 16  | TV     | Nam Seung-woo  | 18 tháng 2, 1992 (21 tuổi) |            |
| 17  | TĐ     | Moon Chang-jin | 12 tháng 7, 1993 (20 tuổi) |            |
| 18  | TĐ     | Hwang Ui-Jo    | 28 tháng 8, 1992 (21 tuổi) |            |
| 19  | HV     | Song Juhun     | 13 tháng 1, 1994 (19 tuổi) |            |
| 20  | HV     | Min Sang-gi    | 27 tháng 8, 1991 (22 tuổi) |            |
| 21  | TM     | No Dong-geon   | 4 tháng 10, 1991 (22 tuổi) |            |
| 22  | TĐ     | Kim Hyun       | 3 tháng 5, 1993 (20 tuổi)  |            |
| 23  | TM     | Kim Kyeong-min | 1 tháng 11, 1991 (22 tuổi) |            |

## Bảng B

### Cộng hòa Dân chủ Nhân dân Triều Tiên
Huấn luyện viên: Hwang Yong Bong
| 0#0 | Vị trí | Cầu thủ         | Ngày sinh và tuổi           | Câu lạc bộ |
| --- | ------ | --------------- | --------------------------- | ---------- |
| 1   | TM     | Cha Jong Hun    | 19 tháng 4, 1995 (18 tuổi)  |            |
| 2   | HV     | Jong Kwang Sok  | 5 tháng 1, 1994 (20 tuổi)   |            |
| 3   | HV     | Ryu Kwang Ho    | 20 tháng 10, 1993 (20 tuổi) |            |
| 4   | HV     | Sim Hyon Jin    | 1 tháng 1, 1991 (23 tuổi)   |            |
| 5   | HV     | Jang Kuk Chol   | 16 tháng 2, 1994 (19 tuổi)  |            |
| 6   | TV     | Ri Hyong Jin    | 19 tháng 7, 1993 (20 tuổi)  |            |
| 7   | TĐ     | Kim Jin Hyok    | 9 tháng 3, 1992 (21 tuổi)   |            |
| 8   | TV     | Ri Hyon Song    | 23 tháng 12, 1992 (21 tuổi) |            |
| 9   | TĐ     | Pak Kwang Ryong | 27 tháng 9, 1992 (21 tuổi)  |            |
| 10  | TĐ     | Kim Ju Song     | 15 tháng 10, 1993 (20 tuổi) |            |
| 11  | TV     | Jong Il Gwan    | 30 tháng 10, 1992 (21 tuổi) |            |
| 12  | HV     | Jon Wi          | 1 tháng 4, 1994 (19 tuổi)   |            |
| 13  | TĐ     | Pak Hyon Il     | 21 tháng 9, 1993 (20 tuổi)  |            |
| 14  | TV     | Yun Il Gwang    | 1 tháng 4, 1993 (20 tuổi)   |            |
| 15  | TĐ     | Jo Kwang        | 5 tháng 8, 1994 (19 tuổi)   |            |
| 16  | HV     | Pak Myong Song  | 31 tháng 3, 1994 (19 tuổi)  |            |
| 17  | TĐ     | Kang Yong Jin   | 23 tháng 3, 1994 (19 tuổi)  |            |
| 18  | TM     | Han Song Hwan   | 2 tháng 3, 1993 (20 tuổi)   |            |
| 19  | TV     | Mun Hyok        | 16 tháng 11, 1993 (20 tuổi) |            |
| 20  | TV     | So Kyong Jin    | 8 tháng 1, 1994 (20 tuổi)   |            |
| 21  | TM     | An Tae Song     | 21 tháng 10, 1993 (20 tuổi) |            |
| 22  | TV     | Ju Jong Chol    | 20 tháng 10, 1994 (19 tuổi) |            |
| 23  | HV     | Hyon Jong Hyok  | 31 tháng 3, 1993 (20 tuổi)  |            |

### Syria
Huấn luyện viên: Ahmad Al Shaar
| 0#0 | Vị trí | Cầu thủ              | Ngày sinh và tuổi           | Câu lạc bộ |
| --- | ------ | -------------------- | --------------------------- | ---------- |
| 1   | TM     | Ibrahim Alma         | 18 tháng 10, 1991 (22 tuổi) |            |
| 2   | HV     | Hussein Aljwayed     | 1 tháng 1, 1993 (21 tuổi)   |            |
| 3   | HV     | Mouaiad Al Ajjan     | 1 tháng 1, 1993 (21 tuổi)   |            |
| 4   | HV     | Omro Al Midani       | 26 tháng 1, 1994 (19 tuổi)  |            |
| 5   | TĐ     | Ahmad Ashkar         | 1 tháng 1, 1996 (18 tuổi)   |            |
| 6   | HV     | Amro Jeniat          | 15 tháng 1, 1993 (20 tuổi)  |            |
| 7   | TV     | Osama Omari          | 10 tháng 1, 1992 (22 tuổi)  |            |
| 8   | TĐ     | Omar Kharbin         | 15 tháng 1, 1994 (19 tuổi)  |            |
| 9   | TĐ     | Nassouh Nakkdahli    | 1 tháng 1, 1993 (21 tuổi)   |            |
| 10  | TV     | Mahmoud Almawas      | 1 tháng 1, 1993 (21 tuổi)   |            |
| 11  | TV     | Mohammad Bash Bayouk | 1 tháng 4, 1991 (22 tuổi)   |            |
| 12  | TĐ     | Adnan Al Taki        | 1 tháng 2, 1994 (19 tuổi)   |            |
| 13  | TV     | Yousef Kalfa         | 14 tháng 5, 1993 (20 tuổi)  |            |
| 14  | TV     | Mostafa Shih Yosef   | 29 tháng 8, 1993 (20 tuổi)  |            |
| 15  | TV     | Abd Al Elah Hfean    | 20 tháng 1, 1994 (19 tuổi)  |            |
| 16  | HV     | Ezzeddin Alawad      | 11 tháng 10, 1991 (22 tuổi) |            |
| 17  | TĐ     | Samer Salem          | 15 tháng 1, 1993 (20 tuổi)  |            |
| 18  | TV     | Hamid Mido           | 1 tháng 1, 1993 (21 tuổi)   |            |
| 19  | TĐ     | Mahmood Albaher      | 3 tháng 1, 1994 (20 tuổi)   |            |
| 20  | TĐ     | Mardek Mardkian      | 14 tháng 3, 1992 (21 tuổi)  |            |
| 21  | HV     | Khaled Kassab        | 1 tháng 1, 1992 (22 tuổi)   |            |
| 22  | TM     | Shaher Alshakir      | 1 tháng 4, 1993 (20 tuổi)   |            |
| 23  | TM     | Abdul Latif Nassan   | 30 tháng 1, 1993 (20 tuổi)  |            |

### Các Tiểu vương quốc Ả Rập Thống nhất
Huấn luyện viên: Ali Ebrahim Ali Abdulla Hasan
| 0#0 | Vị trí | Cầu thủ                      | Ngày sinh và tuổi           | Câu lạc bộ |
| --- | ------ | ---------------------------- | --------------------------- | ---------- |
| 1   | TM     | Ahmad Shambih                | 20 tháng 12, 1993 (20 tuổi) |            |
| 2   | HV     | Nayef Salem Dhanhani         | 30 tháng 3, 1991 (22 tuổi)  |            |
| 3   | HV     | Khaled Sarwashi              | 21 tháng 5, 1991 (22 tuổi)  |            |
| 4   | HV     | Saif Khalfan                 | 31 tháng 1, 1993 (20 tuổi)  |            |
| 5   | HV     | Salem Sultan                 | 9 tháng 5, 1993 (20 tuổi)   |            |
| 6   | TV     | Ali Salmin Alblooshi         | 4 tháng 2, 1995 (18 tuổi)   |            |
| 7   | TĐ     | Waleed Ambar                 | 11 tháng 1, 1993 (21 tuổi)  |            |
| 8   | TV     | Suhail Salem                 | 19 tháng 5, 1993 (20 tuổi)  |            |
| 9   | TĐ     | Ahmed Alhashmi               | 28 tháng 9, 1995 (18 tuổi)  |            |
| 10  | TV     | Khalfan Mubarak Alshamsi     | 9 tháng 5, 1995 (18 tuổi)   |            |
| 11  | TĐ     | Ahmed Rabia Gheilani         | 14 tháng 8, 1995 (18 tuổi)  |            |
| 12  | TĐ     | Faraj Juma                   | 6 tháng 9, 1993 (20 tuổi)   |            |
| 13  | TV     | Ahmed Barman                 | 5 tháng 2, 1994 (19 tuổi)   |            |
| 14  | HV     | Salim Rashid                 | 21 tháng 12, 1993 (20 tuổi) |            |
| 15  | HV     | Muhain Khalifa               | 10 tháng 6, 1994 (19 tuổi)  |            |
| 16  | HV     | Abdulrahman Ali              | 2 tháng 1, 1993 (21 tuổi)   |            |
| 17  | TM     | Mohammed Busanda Alfalahi    | 20 tháng 6, 1995 (18 tuổi)  |            |
| 18  | HV     | Darwish Mohammad             | 8 tháng 1, 1993 (21 tuổi)   |            |
| 19  | TV     | Nawaaf Alsharqi              | 27 tháng 9, 1993 (20 tuổi)  |            |
| 20  | TĐ     | Yousif Saeed                 | 4 tháng 9, 1994 (19 tuổi)   |            |
| 21  | TV     | Omar Juma Alshuwaihi         | 2 tháng 8, 1995 (18 tuổi)   |            |
| 22  | TM     | Hassan Hamza                 | 10 tháng 11, 1994 (19 tuổi) |            |
| 23  | HV     | Abdulsallam Mohameed Dabdoub | 19 tháng 6, 1992 (21 tuổi)  |            |

### Yemen
Huấn luyện viên: Abraham Gebreslassie
| 0#0 | Vị trí | Cầu thủ                            | Ngày sinh và tuổi           | Câu lạc bộ |
| --- | ------ | ---------------------------------- | --------------------------- | ---------- |
| 1   | TM     | Marwan Besbas                      | 2 tháng 7, 1992 (21 tuổi)   |            |
| 2   | HV     | Motazz Qaid                        | 15 tháng 9, 1992 (21 tuổi)  |            |
| 3   | HV     | Mudir Al-Radaei                    | 1 tháng 1, 1993 (21 tuổi)   |            |
| 4   | HV     | Ebrahim Gehamah                    | 1 tháng 7, 1991 (22 tuổi)   |            |
| 5   | HV     | Ala Addin Mahdi                    | 1 tháng 1, 1996 (18 tuổi)   |            |
| 6   | HV     | Basheer Al-Manifi                  | 1 tháng 1, 1994 (20 tuổi)   |            |
| 7   | TĐ     | Yaser Al-Gabr                      | 1 tháng 1, 1993 (21 tuổi)   |            |
| 8   | TĐ     | Abdulwasea Al-Matari               | 4 tháng 7, 1994 (19 tuổi)   |            |
| 9   | TĐ     | Sadam Hussein                      | 1 tháng 3, 1994 (19 tuổi)   |            |
| 10  | TĐ     | Ayman Al-Hagri                     | 3 tháng 2, 1993 (20 tuổi)   |            |
| 11  | TV     | Yaser Al-Shaibani                  | 8 tháng 9, 1992 (21 tuổi)   |            |
| 12  | TV     | Ahmed Ali Al-Hifi                  | 1 tháng 1, 1994 (20 tuổi)   |            |
| 13  | HV     | Faisal Ba Hurmuz                   | 10 tháng 6, 1996 (17 tuổi)  |            |
| 14  | TV     | Saddam Mohammed Abdullah Al-Sharif | 23 tháng 6, 1996 (17 tuổi)  |            |
| 15  | TV     | Akram Ali Alqadhaba                | 1 tháng 1, 1993 (21 tuổi)   |            |
| 16  | HV     | Mohammed Ali Boqshan               | 10 tháng 3, 1994 (19 tuổi)  |            |
| 17  | TV     | Mohammed Al-Sarori                 | 6 tháng 8, 1994 (19 tuổi)   |            |
| 18  | TM     | Esam Al Hakimi                     | 20 tháng 10, 1993 (20 tuổi) |            |
| 19  | TV     | Ali Hussein Ali Ghurabah           | 19 tháng 4, 1991 (22 tuổi)  |            |
| 20  | TĐ     | Tawfik Ali                         | 15 tháng 4, 1992 (21 tuổi)  |            |
| 21  | TM     | Samer Saleh                        | 8 tháng 5, 1991 (22 tuổi)   |            |
| 22  | TV     | Essam Al-Worafi                    | 1 tháng 1, 1994 (20 tuổi)   |            |
| 23  | HV     | Radhawan Al-Hubaishi               | 3 tháng 7, 1993 (20 tuổi)   |            |

## Bảng C

### Úc
Huấn luyện viên: Aurelio Vidmar
| 0#0 | Vị trí | Cầu thủ                | Ngày sinh và tuổi           | Câu lạc bộ |
| --- | ------ | ---------------------- | --------------------------- | ---------- |
| 1   | TM     | Aaron Lennox           | 19 tháng 2, 1993 (20 tuổi)  |            |
| 2   | HV     | Jason Geria            | 10 tháng 5, 1993 (20 tuổi)  |            |
| 3   | HV     | Curtis Good            | 23 tháng 3, 1993 (20 tuổi)  |            |
| 4   | HV     | Connor Chapman         | 31 tháng 10, 1994 (19 tuổi) |            |
| 5   | HV     | Corey Brown            | 7 tháng 1, 1994 (20 tuổi)   |            |
| 6   | TV     | Joshua Brillante       | 25 tháng 3, 1993 (20 tuổi)  |            |
| 7   | TV     | Stefan Mauk            | 12 tháng 10, 1995 (18 tuổi) |            |
| 8   | TV     | Ryan Edwards           | 17 tháng 11, 1993 (20 tuổi) |            |
| 9   | TĐ     | Dylan Tombides         | 8 tháng 3, 1994 (19 tuổi)   |            |
| 10  | TĐ     | Adam Taggart           | 2 tháng 6, 1993 (20 tuổi)   |            |
| 11  | TĐ     | Connor Pain            | 11 tháng 11, 1993 (20 tuổi) |            |
| 12  | TM     | Jack Duncan            | 19 tháng 4, 1993 (20 tuổi)  |            |
| 13  | HV     | Scott Galloway         | 25 tháng 4, 1995 (18 tuổi)  |            |
| 14  | HV     | Nicholas Ansell        | 2 tháng 2, 1994 (19 tuổi)   |            |
| 15  | HV     | David Vrankovic        | 11 tháng 11, 1993 (20 tuổi) |            |
| 16  | TV     | Reece Caira            | 7 tháng 1, 1993 (21 tuổi)   |            |
| 17  | TV     | Jake Barker-Daish      | 7 tháng 5, 1993 (20 tuổi)   |            |
| 18  | TM     | John Hall              | 23 tháng 10, 1994 (19 tuổi) |            |
| 19  | TV     | Hagi Gligor            | 8 tháng 4, 1995 (18 tuổi)   |            |
| 20  | TV     | Christopher Ikonomidis | 4 tháng 5, 1995 (18 tuổi)   |            |
| 21  | TV     | Andrew Hoole           | 22 tháng 10, 1993 (20 tuổi) |            |
| 22  | TV     | Ryan Kitto             | 9 tháng 8, 1994 (19 tuổi)   |            |
| 23  | TĐ     | Petros Skapetis        | 13 tháng 1, 1995 (18 tuổi)  |            |

### Iran
Huấn luyện viên: Human Afazeli
| 0#0 | Vị trí | Cầu thủ                      | Ngày sinh và tuổi           | Câu lạc bộ             |
| --- | ------ | ---------------------------- | --------------------------- | ---------------------- |
| 1   | TM     | Alireza Beiranvand           | 21 tháng 9, 1992 (21 tuổi)  | Naft Tehran            |
| 2   | HV     | Mohammad Vahid Esmaeil Beigi | 26 tháng 2, 1992 (21 tuổi)  | Mes Kerman             |
| 3   | HV     | Shahryar Shirvand            | 21 tháng 3, 1991 (22 tuổi)  | Tractor Sazi           |
| 4   | HV     | Mohammadreza Khanzadeh       | 11 tháng 5, 1991 (22 tuổi)  | Zob Ahan               |
| 5   | HV     | Mohammad Amin Hajmohammadi   | 14 tháng 2, 1991 (22 tuổi)  | Naft Tehran            |
| 6   | TV     | Morteza Pouraliganji         | 19 tháng 4, 1992 (21 tuổi)  | Naft Tehran            |
| 7   | TV     | Amin Jahan Alian             | 16 tháng 6, 1991 (22 tuổi)  | Sepahan                |
| 8   | TĐ     | Mehdi Taremi                 | 18 tháng 7, 1992 (21 tuổi)  | Iranjavan              |
| 9   | TĐ     | Kaveh Rezaei                 | 5 tháng 4, 1992 (21 tuổi)   | Saipa                  |
| 10  | TV     | Afshin Esmaeilzadeh          | 21 tháng 4, 1992 (21 tuổi)  | Beira-Mar              |
| 11  | TĐ     | Peyman Miri                  | 29 tháng 11, 1992 (21 tuổi) | Parseh                 |
| 12  | TM     | Amir Abedzadeh               | 26 tháng 4, 1993 (20 tuổi)  | Persepolis             |
| 13  | HV     | Ahmad Reza Zendeh Rouh       | 9 tháng 7, 1992 (21 tuổi)   | Mes Kerman             |
| 14  | TV     | Shahab Karami                | 16 tháng 3, 1991 (22 tuổi)  | Foolad                 |
| 15  | HV     | Navid Khosh Hava             | 20 tháng 7, 1991 (22 tuổi)  | Tractor Sazi           |
| 16  | HV     | Fardin Abedini               | 18 tháng 11, 1991 (22 tuổi) | Gostaresh Foolad       |
| 17  | TĐ     | Amir Arsalan Motahari        | 10 tháng 3, 1993 (20 tuổi)  | Moghavemat Tehran      |
| 18  | TĐ     | Masoud Rigi                  | 22 tháng 2, 1991 (22 tuổi)  | Fajr Sepasi            |
| 19  | TĐ     | Behnam Barzay                | 11 tháng 2, 1993 (20 tuổi)  | Rah Ahan               |
| 20  | TĐ     | Ehsan Pahlavan               | 25 tháng 7, 1993 (20 tuổi)  | Sepahan                |
| 21  | HV     | Ammar Nik Kar                | 16 tháng 2, 1991 (22 tuổi)  | Parseh                 |
| 22  | TM     | Farzin Garousian             | 19 tháng 7, 1992 (21 tuổi)  | Mes Soongoun Varzaghan |
| 23  | HV     | Mehdi Shiri                  | 31 tháng 1, 1991 (22 tuổi)  | Malavan                |

### Nhật Bản
Huấn luyện viên: Makoto Teguramori
| 0#0 | Vị trí | Cầu thủ             | Ngày sinh và tuổi           | Câu lạc bộ          |
| --- | ------ | ------------------- | --------------------------- | ------------------- |
| 1   | TM     | Masatoshi Kushibiki | 29 tháng 1, 1993 (20 tuổi)  | Shimizu S-Pulse     |
| 2   | HV     | Naoki Kawaguchi     | 24 tháng 5, 1994 (19 tuổi)  | Albirex Niigata     |
| 3   | HV     | Kyohei Yoshino      | 8 tháng 11, 1994 (19 tuổi)  | Tokyo Verdy         |
| 4   | HV     | Ken Matsubara       | 16 tháng 2, 1993 (20 tuổi)  | Oita Trinita        |
| 5   | HV     | Takaharu Nishino    | 14 tháng 9, 1993 (20 tuổi)  | Gamba Osaka         |
| 6   | HV     | Ryosuke Yamanaka    | 20 tháng 4, 1993 (20 tuổi)  | Kashiwa Reysol      |
| 7   | TV     | Riki Harakawa       | 18 tháng 8, 1993 (20 tuổi)  | Kyoto Sanga         |
| 8   | TV     | Hideki Ishige       | 21 tháng 9, 1994 (19 tuổi)  | Shimizu S-Pulse     |
| 9   | TĐ     | Musashi Suzuki      | 11 tháng 2, 1994 (19 tuổi)  | Albirex Niigata     |
| 10  | TĐ     | Shoya Nakajima      | 23 tháng 8, 1994 (19 tuổi)  | Tokyo Verdy         |
| 11  | TĐ     | Takeshi Kanamori    | 4 tháng 4, 1994 (19 tuổi)   | Avispa Fukuoka      |
| 12  | TV     | Hirotaka Tameda     | 24 tháng 8, 1993 (20 tuổi)  | Oita Trinita        |
| 13  | TV     | Shinya Yajima       | 18 tháng 1, 1994 (19 tuổi)  | Urawa Red Diamonds  |
| 14  | TĐ     | Takuma Arano        | 20 tháng 4, 1993 (20 tuổi)  | Consadole Sapporo   |
| 15  | HV     | Masashi Kamekawa    | 28 tháng 5, 1993 (20 tuổi)  | Shonan Bellmare     |
| 16  | TĐ     | Takuma Asano        | 10 tháng 11, 1994 (19 tuổi) | Sanfrecce Hiroshima |
| 17  | TV     | Shuto Kohno         | 4 tháng 5, 1993 (20 tuổi)   | V-Varen Nagasaki    |
| 18  | TM     | Daichi Sugimoto     | 15 tháng 7, 1993 (20 tuổi)  | Kyoto Sanga         |
| 19  | TV     | Hiroki Akino        | 8 tháng 10, 1994 (19 tuổi)  | Kashiwa Reysol      |
| 20  | HV     | Naomichi Ueda       | 24 tháng 10, 1994 (19 tuổi) | Kashima Antlers     |
| 21  | HV     | Tatsuki Nara        | 19 tháng 9, 1993 (20 tuổi)  | Consadole Sapporo   |
| 22  | TV     | Takuya Kida         | 23 tháng 8, 1994 (19 tuổi)  | Yokohama F. Marinos |
| 23  | TM     | William Popp        | 21 tháng 10, 1994 (19 tuổi) | Tokyo Verdy         |

### Kuwait
Huấn luyện viên: Jorvan Vieira
| 0#0 | Vị trí | Cầu thủ                | Ngày sinh và tuổi           | Câu lạc bộ |
| --- | ------ | ---------------------- | --------------------------- | ---------- |
| 1   | TM     | Abdulrahman Alhesainan | 22 tháng 8, 1992 (21 tuổi)  |            |
| 2   | HV     | Sami Alsanea           | 9 tháng 1, 1993 (21 tuổi)   |            |
| 3   | HV     | Ahmad Rashed           | 20 tháng 10, 1991 (22 tuổi) |            |
| 4   | HV     | Fahad Almejmed         | 17 tháng 10, 1992 (21 tuổi) |            |
| 5   | HV     | Fahad Alhajeri         | 10 tháng 11, 1991 (22 tuổi) |            |
| 6   | HV     | Saoud Alansari         | 16 tháng 9, 1991 (22 tuổi)  |            |
| 7   | TĐ     | Omar Alhebaiter        | 26 tháng 10, 1992 (21 tuổi) |            |
| 8   | TV     | Ahmad Aldhefiri        | 9 tháng 1, 1992 (22 tuổi)   |            |
| 9   | TĐ     | Zaben Alenezi          | 30 tháng 8, 1991 (22 tuổi)  |            |
| 10  | TV     | Faisal Alharbi         | 9 tháng 10, 1991 (22 tuổi)  |            |
| 11  | TV     | Sultan Alenezi         | 29 tháng 3, 1992 (21 tuổi)  |            |
| 12  | TV     | Hamad Alharbi          | 25 tháng 7, 1992 (21 tuổi)  |            |
| 13  | HV     | Abdualrhman Alenezi    | 6 tháng 6, 1991 (22 tuổi)   |            |
| 14  | HV     | Mohammad Alfaresi      | 17 tháng 3, 1992 (21 tuổi)  |            |
| 15  | TV     | Shereedah Alshereedah  | 22 tháng 6, 1992 (21 tuổi)  |            |
| 16  | TĐ     | Faisal Alazemi         | 23 tháng 1, 1993 (20 tuổi)  |            |
| 17  | TĐ     | Saad Alwaleed          | 23 tháng 1, 1992 (21 tuổi)  |            |
| 18  | TV     | Adal Matar             | 22 tháng 2, 1991 (22 tuổi)  |            |
| 19  | TĐ     | Yousif Alrashidi       | 6 tháng 8, 1992 (21 tuổi)   |            |
| 20  | HV     | Khalid El Ebrahim      | 28 tháng 8, 1992 (21 tuổi)  | Qadsia     |
| 21  | TV     | Abdullah               | 28 tháng 5, 1991 (22 tuổi)  |            |
| 22  | TM     | Sulaiman Abdulghafour  | 21 tháng 2, 1991 (22 tuổi)  | Al-Arabi   |
| 23  | TM     | Saud Aljenaie          | 12 tháng 6, 1994 (19 tuổi)  |            |

## Bảng D

### Trung Quốc
Huấn luyện viên: Fu Bo
| 0#0 | Vị trí | Cầu thủ            | Ngày sinh và tuổi          | Câu lạc bộ                    |
| --- | ------ | ------------------ | -------------------------- | ----------------------------- |
| 1   | TM     | Fang Jingqi        | 17 tháng 1, 1993 (20 tuổi) | Meixian Hakka                 |
| 2   | TV     | Li Songyi          | 27 tháng 1, 1993 (20 tuổi) | Shandong Luneng Taishan       |
| 3   | HV     | Mi Haolun          | 10 tháng 1, 1993 (21 tuổi) | Shandong Luneng Taishan       |
| 4   | TV     | Li Ang             | 15 tháng 9, 1993 (20 tuổi) | Jiangsu Sainty                |
| 5   | HV     | Shi Ke             | 8 tháng 1, 1993 (21 tuổi)  | Hangzhou Greentown            |
| 6   | HV     | Wang Tong          | 12 tháng 2, 1993 (20 tuổi) | Shandong Luneng Taishan       |
| 7   | TV     | Xu Xin             | 19 tháng 4, 1994 (19 tuổi) | Atlético Madrid B             |
| 8   | TV     | Wang Rui           | 24 tháng 4, 1993 (20 tuổi) |                               |
| 9   | TĐ     | Li Yuanyi          | 28 tháng 8, 1993 (20 tuổi) | Casa Pia                      |
| 10  | TV     | Luo Senwen         | 16 tháng 1, 1993 (20 tuổi) | Shandong Luneng Taishan       |
| 11  | TĐ     | Yang Chaosheng     | 22 tháng 7, 1993 (20 tuổi) | Guangzhou Evergrande          |
| 12  | TM     | Yeerjieti Yeerzati | 4 tháng 1, 1993 (21 tuổi)  | Gondomar                      |
| 13  | HV     | Guo Sheng          | 7 tháng 1, 1993 (21 tuổi)  | Shijiazhuang Yongchang Junhao |
| 14  | TV     | Guo Hao            | 14 tháng 1, 1993 (20 tuổi) | Tianjin Teda                  |
| 15  | TV     | Liao Lisheng       | 29 tháng 4, 1993 (20 tuổi) | Guangzhou Evergrande          |
| 16  | HV     | Zhao Yuhao         | 7 tháng 4, 1993 (20 tuổi)  | Hangzhou Greentown            |
| 17  | HV     | Xie Pengfei        | 29 tháng 6, 1993 (20 tuổi) | Hangzhou Greentown            |
| 18  | TĐ     | Zhang Wei          | 19 tháng 1, 1993 (20 tuổi) | Jiangsu Sainty                |
| 19  | TV     | Wang Xinhui        | 2 tháng 1, 1993 (21 tuổi)  |                               |
| 20  | TV     | Wang Jianan        | 31 tháng 5, 1993 (20 tuổi) |                               |
| 21  | TV     | Liu Binbin         | 16 tháng 6, 1993 (20 tuổi) | Shandong Luneng Taishan       |
| 22  | TV     | Wu Xinghan         | 24 tháng 2, 1993 (20 tuổi) | Shandong Luneng Taishan       |
| 23  | TM     | Xu Jiamin          | 11 tháng 4, 1994 (19 tuổi) | Guizhou Renhe                 |

### Ả Rập Xê Út
Huấn luyện viên: Khalid Al-Koroni
| 0#0 | Vị trí | Cầu thủ               | Ngày sinh và tuổi           | Câu lạc bộ   |
| --- | ------ | --------------------- | --------------------------- | ------------ |
| 1   | TM     | Faisel Masrahi        | 24 tháng 1, 1993 (20 tuổi)  | Al-Qadisiyah |
| 2   | HV     | Hamad Al-Jizani       | 4 tháng 3, 1993 (20 tuổi)   | Al-Riyadh    |
| 3   | HV     | Mohammed Al Fatil     | 4 tháng 1, 1992 (22 tuổi)   | Al-Ahli      |
| 4   | HV     | Ahmed Sharahili       | 8 tháng 5, 1994 (19 tuổi)   | Al-Hilal     |
| 5   | TV     | Zakaria Sami          | 27 tháng 7, 1992 (21 tuổi)  | Al-Ahli      |
| 6   | TV     | Maan Khodari          | 13 tháng 12, 1991 (22 tuổi) | Al-Ittihad   |
| 7   | TV     | Mohamed Kanno         | 22 tháng 9, 1994 (19 tuổi)  | Al-Ettifaq   |
| 8   | HV     | Abdullah Al-Ammar     | 1 tháng 3, 1994 (19 tuổi)   | Al-Hilal     |
| 9   | TĐ     | Abdulrahman Al-Ghamdi | 1 tháng 11, 1994 (19 tuổi)  | Al-Ittihad   |
| 10  | TV     | Wesam Wahib           | 1 tháng 4, 1992 (21 tuổi)   | Al-Shabab    |
| 11  | TV     | Ibrahim Al-Ibrahim    | 3 tháng 6, 1992 (21 tuổi)   | Al-Ettifaq   |
| 12  | TV     | Abdulfattah Asiri     | 26 tháng 2, 1994 (19 tuổi)  | Al-Ittihad   |
| 13  | HV     | Saeed Al Mowalad      | 9 tháng 3, 1991 (22 tuổi)   | Al-Ahli      |
| 14  | TV     | Majed Al-Najrani      | 25 tháng 1, 1993 (20 tuổi)  | Al-Qadisiyah |
| 15  | TĐ     | Saleh Al-Amri         | 14 tháng 10, 1993 (20 tuổi) | Al-Qadisiyah |
| 16  | TV     | Abdullah Otayf        | 3 tháng 8, 1992 (21 tuổi)   | Al-Hilal     |
| 17  | HV     | Abdullah Al-Hafith    | 25 tháng 12, 1992 (21 tuổi) | Al-Hilal     |
| 18  | HV     | Motaz Hawsawi         | 17 tháng 2, 1992 (21 tuổi)  | Al-Ahli      |
| 19  | TĐ     | Saleh Al-Shehri       | 1 tháng 11, 1993 (20 tuổi)  | Al-Ahli      |
| 20  | TĐ     | Mohammed Majrashi     | 20 tháng 5, 1991 (22 tuổi)  | Al-Ahli      |
| 21  | TM     | Mohammed Al-Owais     | 10 tháng 10, 1991 (22 tuổi) | Al-Shabab    |
| 22  | TM     | Ahmed Al-Rehaili      | 6 tháng 10, 1994 (19 tuổi)  | Al-Ahli      |
| 23  | HV     | Abdullah Madu         | 15 tháng 7, 1993 (20 tuổi)  | Al-Nassr     |

### Iraq
Huấn luyện viên: Hakeem Shaker
| 0#0 | Vị trí | Cầu thủ                | Ngày sinh và tuổi           | Câu lạc bộ        |
| --- | ------ | ---------------------- | --------------------------- | ----------------- |
| 1   | TM     | Saqr Ajail             | 3 tháng 1, 1993 (21 tuổi)   | Baghdad           |
| 2   | HV     | Ahmad Ibrahim          | 25 tháng 2, 1992 (21 tuổi)  | Muaither          |
| 3   | HV     | Ali Bahjat             | 3 tháng 3, 1992 (21 tuổi)   | Al-Shorta         |
| 4   | HV     | Mustafa Nadhim         | 23 tháng 9, 1993 (20 tuổi)  | Najaf             |
| 5   | HV     | Ali Faez               | 9 tháng 9, 1994 (19 tuổi)   | Erbil             |
| 6   | TV     | Ahmed Jabbar           | 19 tháng 2, 1992 (21 tuổi)  | Dohuk             |
| 7   | TĐ     | Jawad Kadhim           | 14 tháng 10, 1994 (19 tuổi) | Al-Naft           |
| 8   | TV     | Saif Salman            | 1 tháng 7, 1993 (20 tuổi)   | Erbil             |
| 9   | TV     | Mahdi Kamil            | 6 tháng 1, 1995 (19 tuổi)   | Al-Shorta         |
| 10  | TĐ     | Bassim Ali             | 23 tháng 1, 1995 (18 tuổi)  | Naft Al-Janoob    |
| 11  | TV     | Humam Tariq            | 10 tháng 2, 1996 (17 tuổi)  | Al-Quwa Al-Jawiya |
| 12  | TM     | Jalal Hassan           | 18 tháng 5, 1991 (22 tuổi)  | Erbil             |
| 13  | HV     | Mohammed Jabbar Rubat  | 29 tháng 6, 1993 (20 tuổi)  | Al-Minaa          |
| 14  | TĐ     | Amjad Kalaf            | 20 tháng 3, 1991 (22 tuổi)  | Al-Shorta         |
| 15  | HV     | Dhurgham Ismail        | 23 tháng 5, 1994 (19 tuổi)  | Al-Shorta         |
| 16  | TĐ     | Mohannad Abdul-Raheem  | 22 tháng 9, 1993 (20 tuổi)  | Dohuk             |
| 17  | TV     | Bashar Rasan Bonyan    | 22 tháng 12, 1996 (17 tuổi) | Al-Quwa Al-Jawiya |
| 18  | TĐ     | Marwan Hussein         | 26 tháng 1, 1992 (21 tuổi)  | Al-Zawraa         |
| 19  | HV     | Abbas Qasim            | 15 tháng 1, 1991 (22 tuổi)  | Baghdad           |
| 20  | TM     | Mohammed Hameed Farhan | 24 tháng 1, 1993 (20 tuổi)  | Al-Shorta         |
| 21  | TĐ     | Mohammed Jabbar Shokan | 21 tháng 5, 1993 (20 tuổi)  | Al-Minaa          |
| 22  | TĐ     | Ali Qasim              | 20 tháng 1, 1994 (19 tuổi)  | Duhok             |
| 23  | HV     | Waleed Salem           | 5 tháng 1, 1992 (22 tuổi)   | Al-Shorta         |

### Uzbekistan
Huấn luyện viên: Shukhrat Maksudov
| 0#0 | Vị trí | Cầu thủ                 | Ngày sinh và tuổi           | Câu lạc bộ |
| --- | ------ | ----------------------- | --------------------------- | ---------- |
| 1   | TM     | Akmal Tursunbaev        | 14 tháng 4, 1993 (20 tuổi)  | Pakhtakor  |
| 2   | HV     | Egor Krimets            | 27 tháng 1, 1992 (21 tuổi)  | Pakhtakor  |
| 3   | HV     | Sardor Rakhmanov        | 9 tháng 7, 1994 (19 tuổi)   | Lokomotiv  |
| 4   | TV     | Dilshod Juraev          | 21 tháng 4, 1992 (21 tuổi)  | Bunyodkor  |
| 5   | HV     | Akbar Ismatullaev       | 10 tháng 1, 1991 (23 tuổi)  | Pakhtakor  |
| 6   | TV     | Abbosbek Makhstaliev    | 12 tháng 1, 1994 (19 tuổi)  | Pakhtakor  |
| 7   | HV     | Vladimir Kozak          | 12 tháng 6, 1993 (20 tuổi)  | Pakhtakor  |
| 8   | TV     | Sardor Sabirkhodjaev    | 6 tháng 11, 1994 (19 tuổi)  | Bunyodkor  |
| 9   | TV     | Sardor Mirzayev         | 21 tháng 3, 1991 (22 tuổi)  | Lokomotiv  |
| 10  | TV     | Jamshid Iskanderov      | 16 tháng 10, 1993 (20 tuổi) | Pakhtakor  |
| 11  | TĐ     | Temurkhuja Abdukholiqov | 25 tháng 9, 1991 (22 tuổi)  | Pakhtakor  |
| 12  | TM     | Asilbek Amanov          | 1 tháng 9, 1993 (20 tuổi)   | Pakhtakor  |
| 13  | HV     | Davron Khashimov        | 24 tháng 11, 1992 (21 tuổi) | Pakhtakor  |
| 14  | HV     | Boburbek Yuldashov      | 8 tháng 4, 1993 (20 tuổi)   | Lokomotiv  |
| 15  | HV     | Javlon Mirabdullaev     | 19 tháng 3, 1994 (19 tuổi)  | Bunyodkor  |
| 16  | HV     | Tohirjon Shamshitdinov  | 9 tháng 2, 1993 (20 tuổi)   | Pakhtakor  |
| 17  | TĐ     | Igor Sergeev            | 30 tháng 4, 1993 (20 tuổi)  | Pakhtakor  |
| 18  | HV     | Maksimilian Fomin       | 21 tháng 9, 1993 (20 tuổi)  | Pakhtakor  |
| 19  | TV     | Diyorjon Turapov        | 9 tháng 7, 1994 (19 tuổi)   | Olmaliq FK |
| 20  | TV     | Muhsinjon Ubaydullaev   | 15 tháng 7, 1994 (19 tuổi)  | Pakhtakor  |
| 21  | TM     | Abdumavlon Abduljalilov | 22 tháng 12, 1994 (19 tuổi) | Pakhtakor  |
| 22  | TĐ     | Abdul Aziz Yusupov      | 5 tháng 1, 1993 (21 tuổi)   | Pakhtakor  |
| 23  | TV     | Sardor Rashidov         | 14 tháng 6, 1991 (22 tuổi)  | Bunyodkor  |